# Magyar Szociális Zöld Párt
A Magyar Szociális Zöld Párt (MSZZP, rövidebb nevén Zöld Párt) megszűnt társadalmi szervezet, párt.

## Története
1995. december 22-én fiatalok alapították, hogy megmutassák, „a politika nem csak a komoly emberek játékszere”. Pártparódiaként indult a korabeli pártok kigúnyolására, csakúgy, mint a Kétfarkú Kutya Párt 2005-ben, de a Zöld Párt mára már valós párttá alakult, melynek programja az emberi butaság miatt bekövetkezett magyarországi károk és hibák kijavítása a humor, mint segédeszköz felhasználásával. Céljuk bebizonyítani, hogy vannak még az országban olyan emberek, akik nem hajlandóak a populista tömegpártokra szavazni.
A párt Polgár Tamás támogatása és szokatlan médiaszerepléseik (gerillamarketing) révén került újra a köztudatba. 2006-ban a magyar választási rendszer elleni tiltakozásul, mely szinte lehetetlenné teszi a kis pártok bejutását a parlamentbe, ajánlócéduláikat a leadás napján elégették. A Magyar Szociális Zöld Párt nem tévesztendő össze a Magyarországi Zöld Párttal, melynek rövidítése Zöldek, 1989-ben alapították és Medveczki Zoltán az elnöke.

## Hitvallásuk
„Valljuk, hogy Magyarországot nem ilyen vagy olyan ideológiák sodorták oda, ahol van, hanem az emberi hülyeség és korlátoltság, ami egyre riasztóbb méreteket ölt.”
„A hatalom komoly, az állam merev, a politikusok meg tudjuk milyenek. Azt hiszik, pozíciójuk örök, hatalmuk megingathatatlan. Mi lenne, ha mégis megingatnánk? Úgy, ahogyan nem számítanak rá – humorral?”

## A párt rövid leírása
A Magyar Szociális Zöld Párt nemzetvédő, jövőbetekintő, a valós emberi értékeket és szükségleteket alapul vevő, a nemzetért, annak környezetéért és jövőjéért küzdő független párt.
Részt szeretne venni az országos és helyi politika alakításában, az országgyűlési és önkormányzati választásokon. Együttműködést keres a hasonlóan gondolkodó és cselekvő hazai valamint határainkon túli szervezetekkel.

## Választási eredményei
| év   | eredmény | mandátumok | szavazók száma | Parlamenti szerepe |
| ---- | -------- | ---------- | -------------- | ------------------ |
| 1998 | 0,05%    | 0          | 2 137          | nem jutott be      |
| 2002 | —        | —          | —              | nem indult         |
| 2006 | —        | —          | —              | nem indult         |

Megjegyzések
- 2002-ben nem tudott elegendő kopogtatócédulát összegyűjteni a jelöltállításhoz
- A Fővárosi Bíróság 2008. év december hó 30-i határozata szerint a ferencvárosi választáson nem indulhatott a Zöld Párt jelöltje, mert az általa leadott 1165 db ajánlószelvényből 1152 db érvénytelennek bizonyult.[2]